# غرانفيل أو. هالر
غرانفيل أو. هالر (بالإنجليزية: Granville O. Haller)‏ هو عسكري أمريكي، ولد في 31 يناير 1819 في يورك في الولايات المتحدة، وتوفي في 2 مايو 1897 في سياتل في الولايات المتحدة.